# Intibucá
Intibucá est une municipalité du Honduras, située dans le département d'Intibucá.
Fondée en 1866, la municipalité comprend 20 villages et 106 hameaux.

## Crédit d'auteurs
- (es) Cet article est partiellement ou en totalité issu de l’article de Wikipédia en espagnol intitulé « Intibucá (municipio) » (voir la liste des auteurs).